# Faculté de droit de l'université nationale Iaroslav le Sage
La faculté de droit de l'université nationale Iaroslav le Sage, (en ukrainien : Національний юридичний університет імені Ярослава Мудрого) sise dans le raïon Kiev de la ville de Kharkiv, est une importante université de droit d'Ukraine.

## Histoire

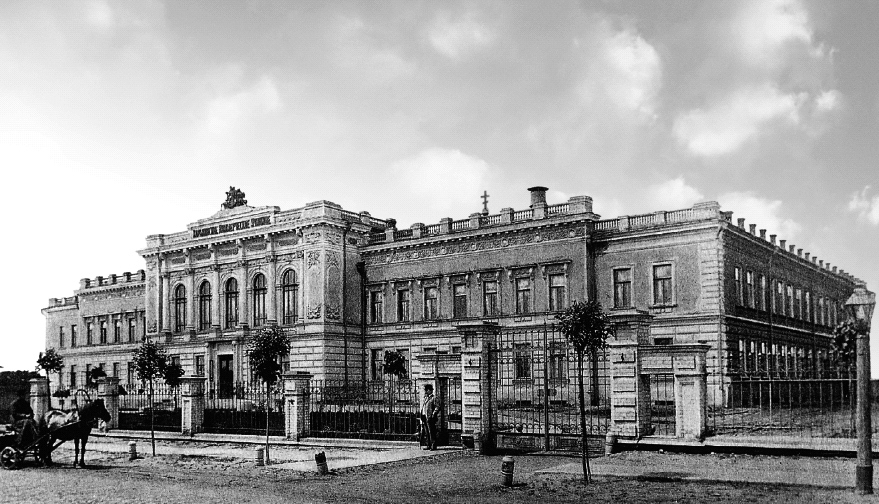
Bâtiments de 1804.

Elle est créée en 1930 comme institut de droit autonome mais elle dépend de l'université nationale de Kharkiv fondée en 1804. Elle porte le nom de Iaroslav le Sage.

## Organisation
Il y a plusieurs secteurs d'enseignement : 
- spécialisation comme procureur,
- spécialisation en droit privé,
- spécialisation en enquêtes et procédures,
- faculté juridique,
- spécialisation pour la formation des personnels des services de sécurité d'Ukraine,
- spécialisation pour la justice militaire,
- spécialisation pour le droit international,
- spécialisation le métier d'avocat,
- le collège professionnel de Poltava.

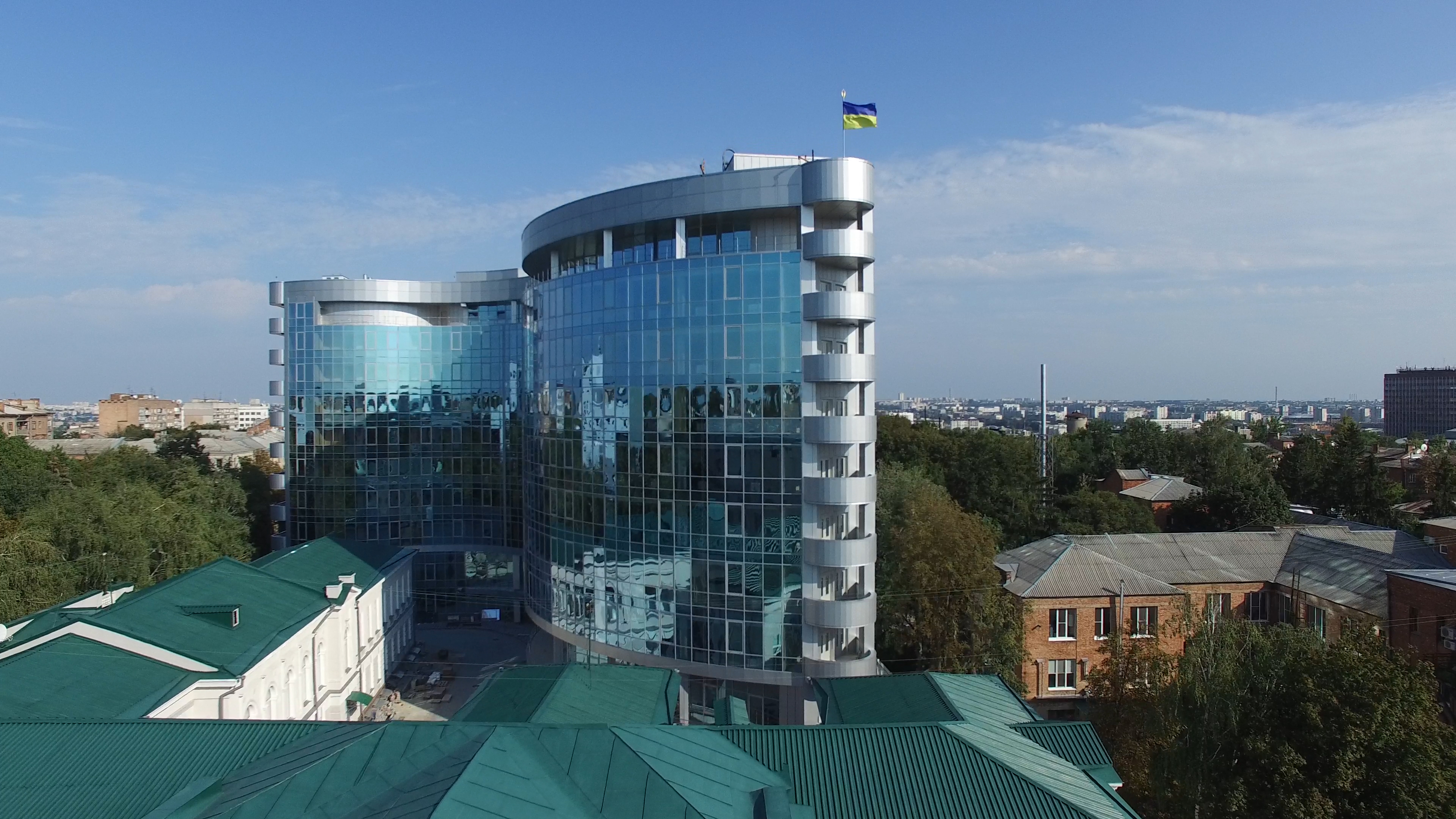
Bâtiment de la bibliothèque.

## Personnalités liées à l'université

### Étudiants
Parmi les étudiants de l'université figurent :
- Oleksandr Lavrynovytch, ministre de la Justice.
- Fedir Hloukh, ministre de la Justice, procureur général.
- Denys Panassyouk, ministre de la Justice, procureur général.
- Viktor Chokin, procureur général d'Ukraine.
- Pavel Eljanov, joueur d'échecs vainqueur d'olympiades.
- Aleksandr Moïseïenko, GMI, joueur d'échecs vainqueur de la coupe d'Europe 2013.
- Oksana Vozovic, championne d'Europe d'échecs en 2006.
- Evgeniya Doloukhanova, Grand maître international.
- Alexander Ipatov, joueur d'échecs, champion du monde junior.
- Hennadiy Kernes, maire de Kharkiv.
- Daria Kaleniouk, directrice du centre anti-corruption de Kiev.
- Oleksandr Lavrynovytch, ministre de la Justice, membre de la Cour suprême de Justice et président de la Rada.
- Dmytro Louspenyk, juge, président de la Cour suprème.
- Vitali Boïko, ministre de la Justice.
- Maksym Panteleymonenko, sportif.